# Virgin Prunes
Virgin Prunes fue una banda de post-punk formada en 1977 en Dublin, Irlanda. Se disolvieron en 1986 después de la partida del cantante Gavin Friday. Los miembros restantes continuaron posteriormente con el nombre The Prunes hasta que se separaron en 1990.

## Historia
La banda estaba compuesta por amigos de la infancia del cantante Bono de U2. "Lypton Village" era una pequeña área en Ballymum, Dublin, descrita como el lugar de una "pandilla juvenil", creada por Bono (né Paul Hewson), Gavin Friday (né Fionan Hanvey) y Guggi (né Derek Rowen) a principios de los años setenta. Conocido por sus escandalosas, controvertidas y tétricas representaciones teatrales al estilo de Alice Cooper , dirigidas por el cantante y compositor teatral			"Gavin Friday", la banda comenzó a tocar en pequeños espectáculos en Dublín, obteniendo una audiencia y consiguiendo un estatus de banda de culto. 
Friday y su compañero vocalista Guggi, junto con el tercer vocalista Dave-iD Busaras, el guitarrista Dik Evans (hermano de The Edge de U2), el bajista Strongman (Trevor Rowen, hermano de Guggi) y el baterista Pod (Anthony Murphy), completaron la alineación original. Pod dejó el grupo y fue reemplazado por Haa-Lacka Binttii (né Daniel Figgis). Con Binttii en la batería y teclados, la banda logró un acuerdo con la discográfica Rough Trade Records. Lanzaron su primer sencillo, "Twenty Tens" en su propio sello discográfico "Baby Records" (distribuido por Rough Trade) el 8 de enero de 1981, seguido de un segundo sencillo, "Moments and Mine el 27 de junio de 1981.
Otros dos temas grabados con Binttii fueron lanzados durante 1981 antes de que los conflictos con los otros miembros los obligaran a salir de la banda. El sencillo "Red Nettle" se incluyó en la compilación NME C81 y "Third Secret" apareció en la recopilación de "Cherry Red Perspectives and Distortion". El trabajo ya había comenzado en el proyecto de EP "A New Form of Beauty" mientras Bintti estaba con la banda, pero después de que Mary D'Nellon (né David Kelly) lo reemplazara en la batería, algunas de sus canciones fueron grabadas y su nombre no se incluyó en los créditos. Más tarde formó el proyecto musical de gótico y post-punk llamado "Princess Tinymeat" .
"A New Form Of Beauty" fue un EP que originalmente contenía cuatro partes y se lanzó en varios formatos: un EP de 7 ", un single de 10" y un EP de 12 "lanzado en 1981, y un casete emitido en 1982. Las cuatro partes fueron recopiladas más tarde como el álbum recopilatorio A New Form of Beauty Parts 1-4.El proyecto también incluyó dos piezas adicionales, el libro inédito A New Form of Beauty 6 y la película inédita A New Form of Beauty.
En noviembre de 1982, Virgin Prunes lanzó su álbum debut de estudio, "... If I Die, I Die" (producido por Colin Newman de Wire), así como el doble EP "Hérésie" , un conjunto de caja recopilatoria francés. Encargado por Yann Farcy después de verlos actuar en el Rex Club en París, el EP "Hérésie" fue basado en un examen suelto sobre la locura. En 1984, Guggi y Dik Evans, descontentos con el negocio de la música, abandonaron la banda. Esto forzo a que el baterista D 'Nellon cambiaraa a la guitarra y permitió que Pod regresara como el baterista de la banda. The Virgin Prunes posteriormente había empezado a grabar pero abandonó el álbum inédito "Sons Find Devils" .
Un video retrospectivo titulado "Sons Find Devils - A Live Retrospective 1981-1983" fue lanzado en 1985 por Ikon; Este video no tuvo nada que ver con el álbum inédito del mismo nombre. En mayo de 1985, se lanzó la compilación de "Over the Rainbow".
En julio de 1986, la banda, ahora compuesta por un cuarteto, finalmente lanzó un segundo álbum de estudio, "The Moon Looked Down and Laughed" (que incluye grabaciones de música escrita para Sons Find Devils). Más tarde ese año, "Friday" dejó el grupo. Su partida fue confirmada en las notas del álbum en vivo de la banda de 1987 "The Hidden Lie", que contenía una breve declaración que confirmaba la ruptura de la banda.
Después de disolverse como Virgin Prunes, D'Nellon, Strongman y Busaras formaron un grupo derivado llamado, "The Prunes" , que lanzó tres álbumes entre 1988 y 1990 "Lite Fantastik" de 1988, "Nada" de 1989 y "Blossoms & Blood" de 1990. Dik Evans tocó en Lite Fantastik mientras Justin Kavanagh (alias Valley Limberg), de 17 años, de la banda hardcore de Dublín Mutant Asylum, tomó el timón como guitarrista de "Blossoms & Blood". En 1993, Kavanagh formó Gormenghast y Snifferdog con Ger Griffin. El hermano menor de Binttii, Jonathan Figgis, fue el chico que apareció en la portada del segundo sencillo de Virgin Prunes, "Moments and Mine".
En 1998, la discográfica Cleopatra Records volvió a publicar el video de Sons Find Devils, junto con un álbum de banda sonora en CD. Este fue el primer material de Virgin Prunes disponible comercialmente que se lanzó desde 1993 y, durante algunos años, el único álbum de Virgin Prunes completo disponible comercialmente en disco compacto (aunque las grabaciones de estudio de las canciones "Baby Turns Blue", "Pagan Lovesong "y" Caucasian Walk "habían aparecido en varias compilaciones de CD góticas y post-punk).

## Discografía

### Álbumes de estudio
- ...If I Die, I Die (1982, Rough Trade)
- The Moon Looked Down and Laughed (1986, Baby/Touch and Go Records)

### Singles y EPs
- "Twenty Tens" 7" single (1981, Baby)
- "Moments and Mine (Despite Straight Lines)" 7" single (1981, Rough Trade)
- A New Form of Beauty 1 7" single (1981, Rough Trade)
- A New Form of Beauty 2 10" single (1981, Rough Trade)
- A New Form of Beauty 3 12" single (1981, Rough Trade)
- A New Form of Beauty 4 cassette (1982, Rough Trade)
- "Pagan Lovesong" 7"/12" single (1982, Rough Trade)
- Hérésie double 10" EP (1982, L'Invitation Au Suicide)
- "Baby Turns Blue" 7" single (1982, Rough Trade)
- The Faculties of a Broken Heart 12" single (1982, Rough Trade)
- "Love Lasts Forever" 7"/12" single (1986, Baby/Touch and Go)
- "Don't Look Back" 7"/12" single (1986)
- An Extended Play 12" EP (2004, The Grey Area/Mute)
- "Baby Turns Blue (Director's Cut)" digital single (2004, The Grey Area)

### Álbumes en vivo
- The Hidden Lie (Live in Paris 6/6/86) (1987, Baby)
- Sons Find Devils (1986, Cleopatra)

### Compilaciones
- A New Form of Beauty Parts 1-4 (1983, Rough Trade)
- Over the Rainbow (A Compilation of Rarities 1981-1983) (1985, Baby)
- Artfuck: A Compilation of Rarities (1980 - 1983) (1993, New Rose)

### Apariciones de compilación seleccionadas
- "Red Nettle" on C81 (1981, Rough Trade/NME)
- "Third Secret" on Perspectives and Distortion (1981, Cherry Red)
- "Jigsaw Mentallama" on Vinyl Magazine #9 flexi disc (1981, Vinyl Magazine)
- "Mad Bird in the Wood" on Dokument: Ten Highlights in the History of Popular Music 1981>1982 (1982, Roadrunner)

### Videos
- Sons Find Devils - A Live Retrospective 1981-1983 (1985, Ikon)